# 한나 린드블라드
한나 린드블라드(Hanna Lindblad, 1980년 10월 13일 ~ )는 스웨덴의 가수이다.